# マツヤスーパー

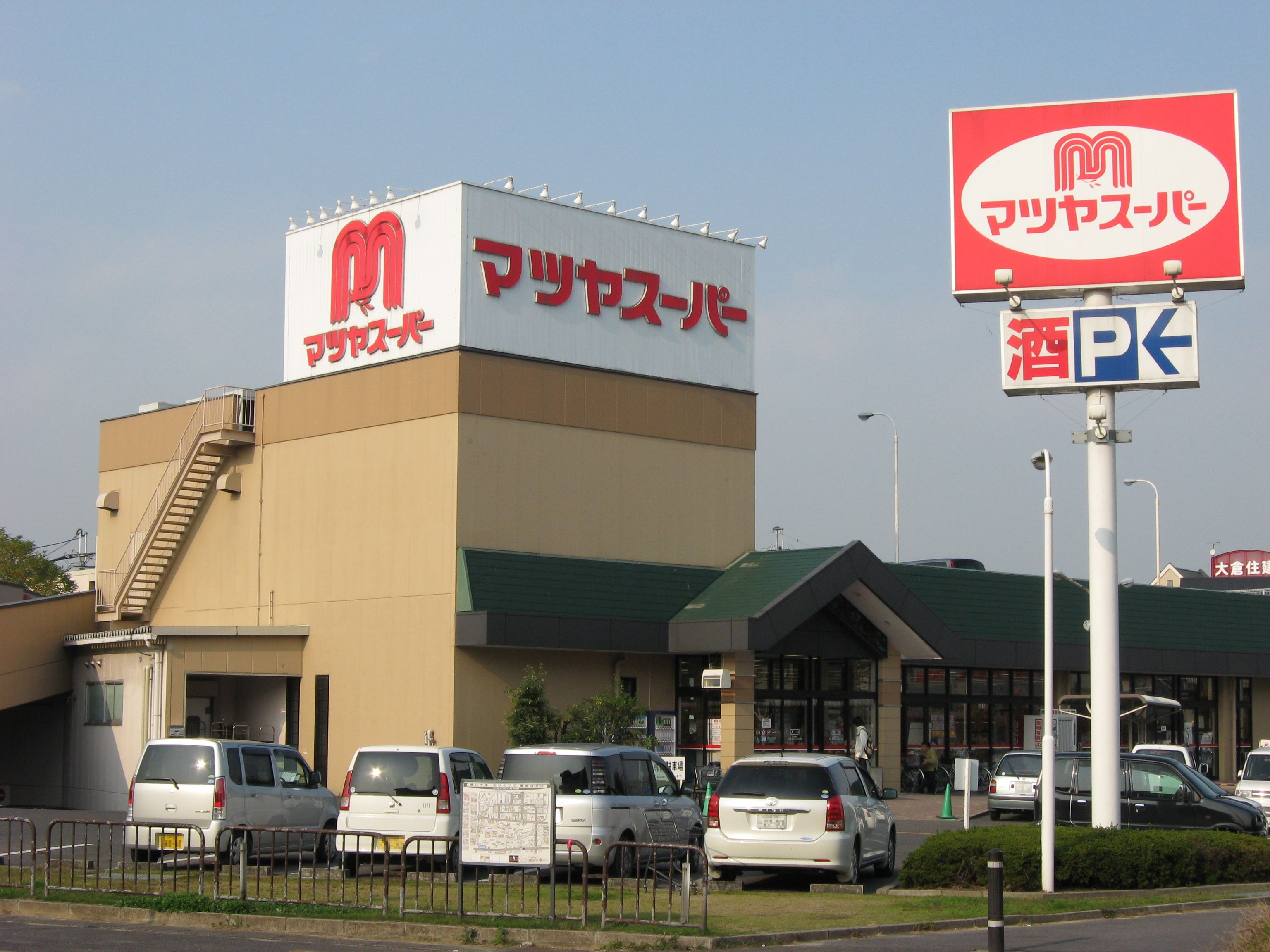
マツヤスーパー矢倉店（滋賀県草津市）

株式会社マツヤスーパーは、京都府京都市山科区に本社を置き、主にスーパーマーケット事業を展開している企業である。

## 概要
京都府南部と滋賀県湖南地域においてスーパーマーケットを8店舗運営している（2025年1月現在）。オール日本スーパーマーケット協会に加盟し、プライベートブランドとしてくらし良好の商品を取り扱っている。
また、京都府南部で商業施設の運営も行っている。

## 沿革
- 1961年（昭和36年） -8月に会社設立。12月に第一号店として、暮らしの店マツヤスーパー山科駅前店を開店（1972年に都市計画法の規制によって閉店）。
- 1962年（昭和37年） -オール日本スーパー経営者協会（現在のオール日本スーパーマーケット協会）の設立に参加。
- 1990年（平成2年） -POSシステムの導入が完了。
- 2002年（平成14年） -電子棚札の導入が完了。
- 2008年（平成20年）	-京都市山科区に小野物流センターを開設。

## 店舗
2025年2月現在、京都府・滋賀県で計8店舗を有する。各店舗の詳細については店舗案内を参照。

### 過去に存在した店舗
- 醍醐店（2020年7月閉店）[2]

### 商業施設
いずれも京都府内に所在
- 西野山サイト（旧・西野山店・現在取り壊しの後明星観光バスが入居）
- 福角サイト（旧・福角店・現在取り壊しの後セブン-イレブンがテナント入居）
- 竹鼻サイト（旧・山科三条店）
- 小野サイト

## 事業所

### 本部
- 営業本部(京都市山科区)

### 物流センター
- 小野物流センター（同上）

## 関連会社
- 有限会社コーマス（商業施設管理運営・開発）